# Tucking Mill
Tucking Mill – osada w Anglii, w hrabstwie ceremonialnym Somerset, w dystrykcie (unitary authority) Bath and North East Somerset. Leży 21 km na południowy wschód od miasta Bristol i 155 km na zachód od Londynu.